# 질량 보존 법칙

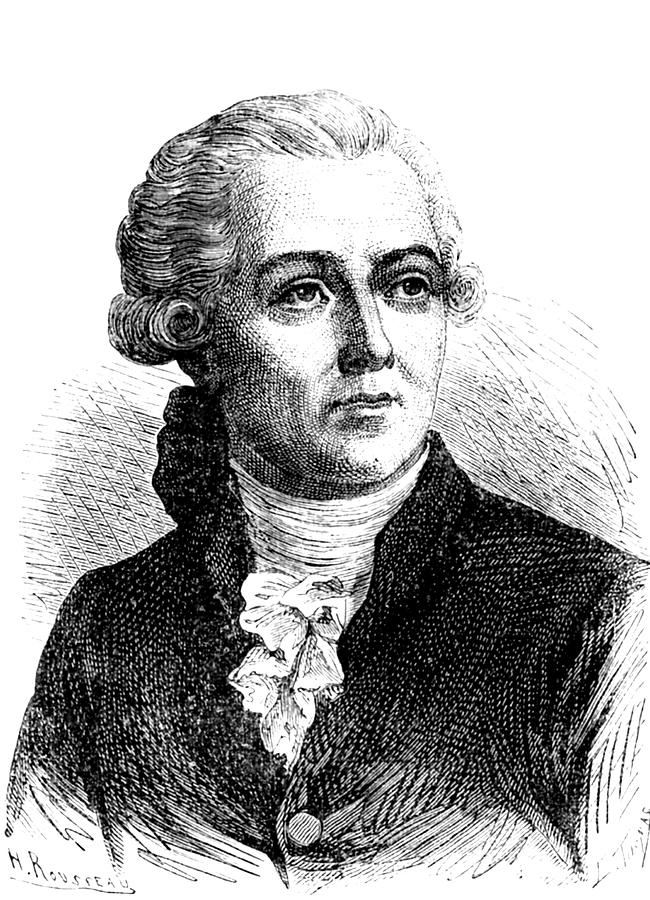

질량 보존 법칙(質量保存法則, law of conservation of mass)은 닫힌 계의 질량이 화학 반응에 의한 상태 변화에 상관없이 변하지 않고 계속 같은 값을 유지한다는 법칙이다. 물질은 갑자기 생기거나, 없어지지 않고 그 형태만 변하여 존재한다는 뜻을 담고 있다. 다시 말해, 닫힌계에서의 화학 반응에서, '(반응물의 질량) = (결과물의 질량)'이라는 수식을 만족한다. 질량 보존 법칙은 비상대론적인 법칙이며, 상대성이론을 고려할 경우 상황은 조금 복잡해진다. 상대론을 고려할 경우에도 에너지 보존의 법칙은 성립한다.
이 법칙은 근대 화학의 아버지 앙투안 라부아지에가 최초로 정식화하였다. 그러나 이전에도 미하일 로모노소프(Mikhail Lomonosov) 등이 언급한 바가 있다.
하지만 아인슈타인의 특수상대성이론에 의하면 질량이 에너지로도 변환될 수 있다.

## 질량/물질 보존의 예외

### 물질은 완벽하게 보존되지 않는다.
물질 보존의 법칙은 특수 상대성 이론이나 양자역학을 고려하지 않은 고전적 이론에서만 참인 근사적인 물리 법칙으로 생각될 수 있다. 그것은 특정 높은 에너지 활용을 제외하고는 거의 참이다. 보존의 개념에 특정한 어려움은, ‘물질’이 과학적으로 잘 정의된 단어가 아니라는 점이다. 그리고 물질들이 ‘물질’이라고 생각될 때, (예를 들어 전자나 양전자) 등은 광자를 생성하기 위해 없어진다. (광자는 종종 물질로 생각되지 않는다) 그러면 물질의 보존은 고립계에서도 참이 되지 않는다. 그러나, 물질 보존은 방사능과 핵반응이 포함되지 않는 화학 반응에서 안전하게 추정될 수 있다. 물질이 보존되지 않더라도, 계 안에서의 질량과 에너지의 총 합은 보존된다.

### 열린계와 열역학적으로 닫힌 계
또한 질량은 열린계에서 일반적으로 보존되지 않는다. 계 내부나 외부로 다양한 형태의 에너지들이 투입될 수 있거나 나갈 수 있는 경우가 그런 예다. 그러나, 다시 말하지만 방사능과 핵반응이 포함되지 않는다면, 계에서 도망가는 열, 일, 전자기적 방사선은 계의 질량의 감소로 측정하기에는 사실 너무 작다. 고립계에서의 질량 보존 법칙 (질량과 에너지가 전부 닫힌계) 은 어떤 관성계에서 봐도 계속 현대 물리학에서 참으로 여겨진다. 이것의 이유는, 상대성 방정식이 심지어 ‘질량이 없는’ 입자들, 예를 들어 광자들이 고립계에 질량과 에너지를 더한다고 보이기 때문이다. 질량 (물질이 아니지만)이 에너지가 도망가지 않는 계의 과정에서 엄격하게 보존되도록 허락한다. 상대성 이론에서는, 다른 관찰자들이 주어진 계에서의 보존된 특정 값에 동의하지 않을 수 있다. 그러나 각각의 관찰자들은 이 값이 시간에 따라 변하지 않는다는 것에 동의할 것이다. (계가 모든 것에 대해 고립되어 있다면)

### 일반 상대성 이론
일반 상대성 이론에서는, 팽창하는 부피의 우주에서 광자의 변치 않는 총 질량은 적색 이동 때문에 감소할 것이라고 한다. 그래서 질량과 에너지의 보존은 이론에서 에너지로 만들어진 다양한 수정들에 의존한다. 그러한 계들의 변하는 중력 퍼텐셜 에너지 때문이다.

## 같이 보기
- 알베르트 아인슈타인
- 질량-에너지 등가법칙